# Tizen
Tizen är ett unixliknande operativsystem utvecklat av Samsung, som bland annat används i smartklockor, smartphones, surfplattor, netbooks, smart-TV och infotainment-system i fordon.

## Historia
Tizen utannonserades den 27 september 2011. Linux Foundation och LiMo Foundation med stöd av andra företag drev utvecklingen av projektet. År 2013 gick Samsungs Bada ihop med Tizen. 

## Versionshistorik
- 30 april 2012: Tizen 1.0 släpptes. [4]
- 18 februari 2013: Tizen 2.0 släpptes. [5]
- 20 maj 2017: Tizen 3.0 släpptes. [6]